# 私人银行
私人银行是指由个人或與普通合伙人与有限合伙人共同拥有的银行。私人银行在瑞士有着悠久的传统，至少可以追溯到楓丹白露敕令（1685 年）時期。私人银行在英国也有着悠久的传统，私人銀行C. Hoare & Co自1672年就已开始营业。